# Diploporella woodsii
Diploporella woodsii är en mossdjursart som först beskrevs av William MacGillivray 1869.  Diploporella woodsii ingår i släktet Diploporella och familjen Thalamoporellidae. Inga underarter finns listade i Catalogue of Life.